# Musandam (provins)

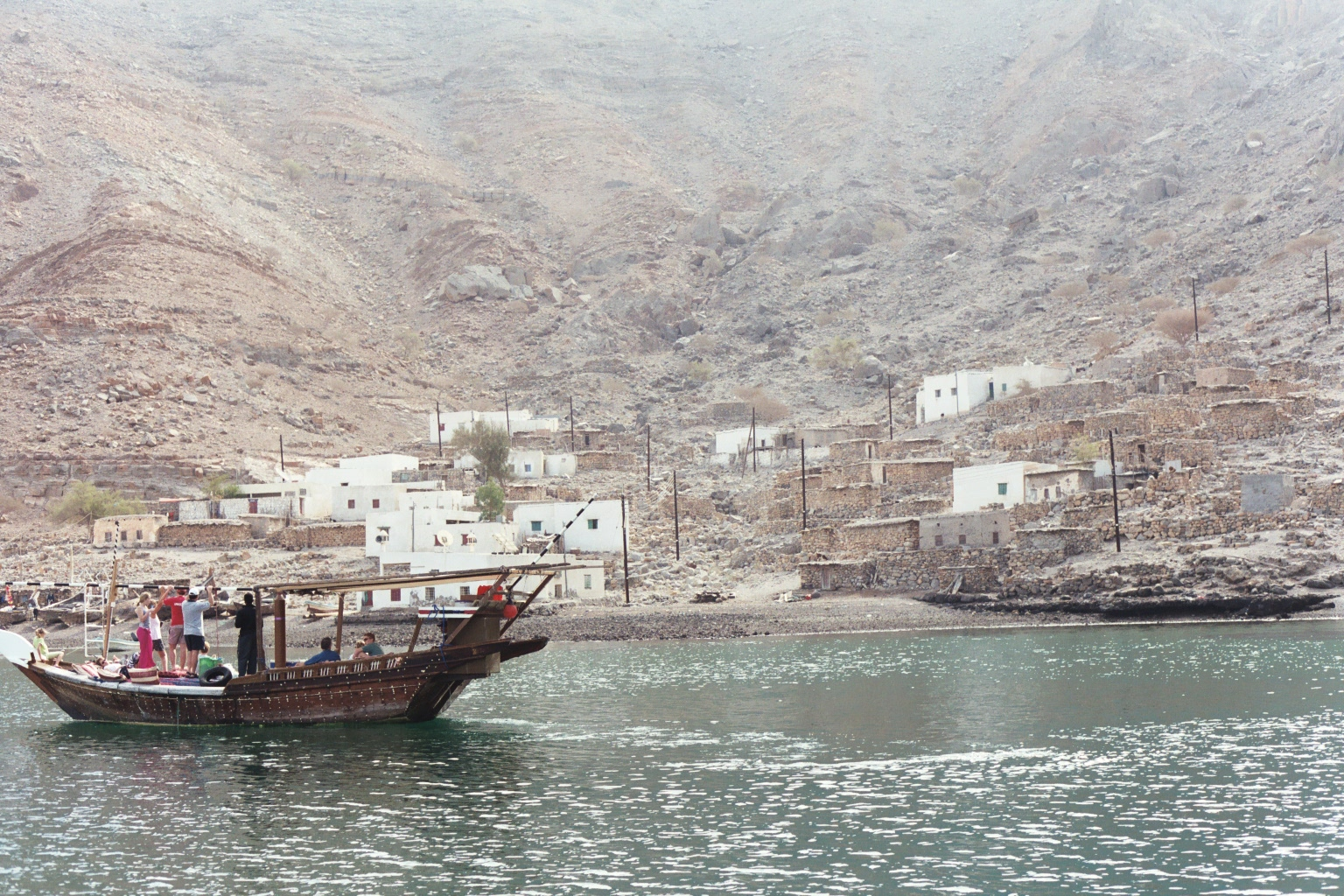
Byn Bukha

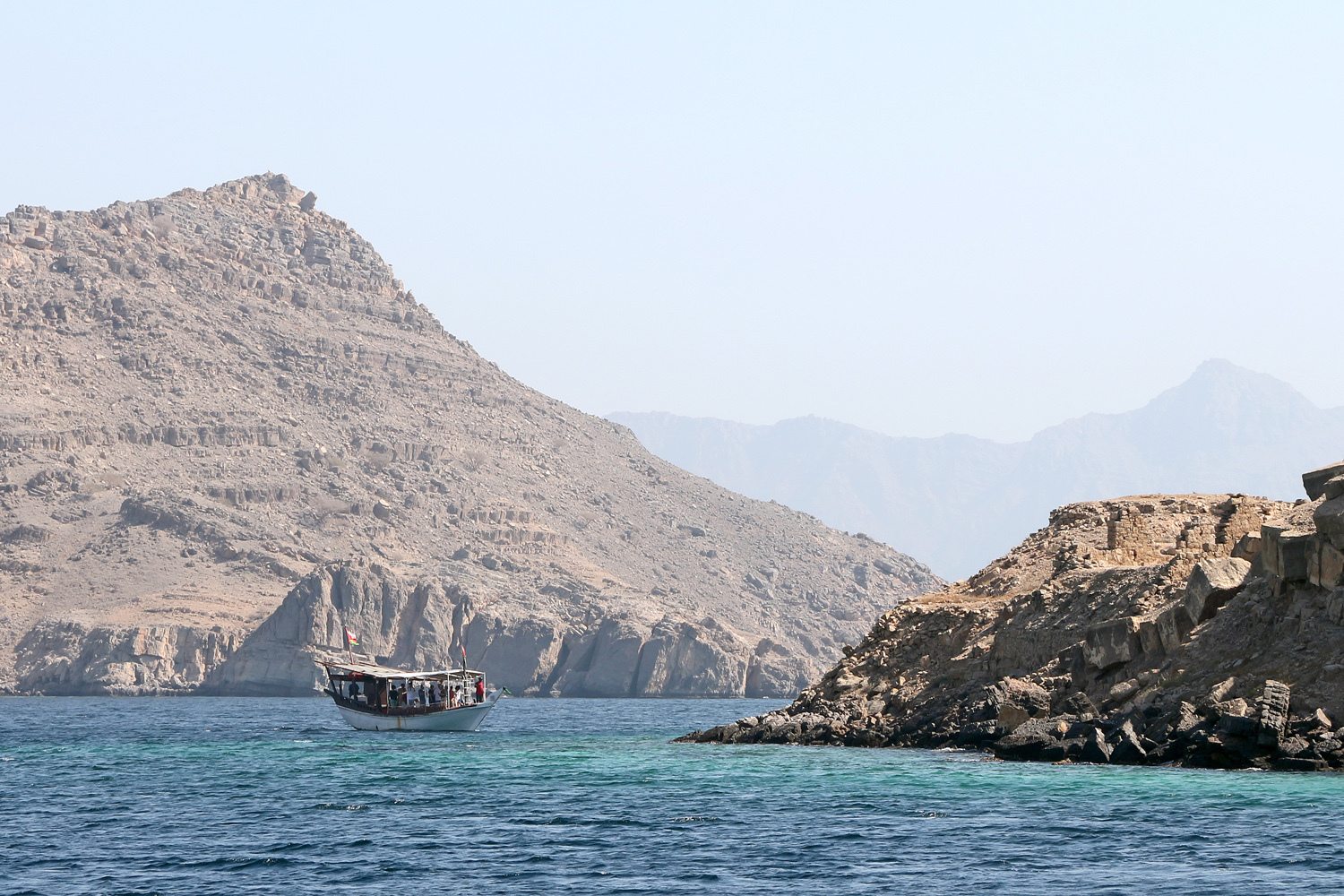
Dhow vid Khasab

Musandam (arabiska: مُـحَـافَـظَـة مُـسَـنْـدَم, Muhafazat Musandam) är det nordligaste och minsta (till såväl invånarantal som yta) av Omans provinser.
Provinsen består av två exklaver som enbart har landgräns till Förenade arabemiraten:
- den norra delen av halvön Musandam och några angränsande öar
- Madha, halvvägs mellan resten av provinsen och övriga Oman

Huvudort är Khasab.

## Distrikt
Provinsen är indelat i fyra administrativa distrikt (wilaya).
| Provins       | Invånare |
| ------------- | -------- |
| Khasab        | 27 606   |
| Bukha         | 3 794    |
| Dibba al-Baya | 9 856    |
| Madha         | 3 315    |